# Сельское поселение «Ингодинское»
Се́льское поселе́ние «Ингодинское» — муниципальное образование в Читинском районе Забайкальского края Российской Федерации.
Административный центр — железнодорожная станция Ингода.

## История
Статус и границы сельского поселения установлены Законом Читинской области от 19 мая 2004 года «Об установлении границ, наименований вновь образованных муниципальных образований и наделении их статусом сельского, городского поселения в Читинской области»

## Население
| 2010  | 2011  | 2012  | 2013  | 2014  | 2015  | 2016  |
| ----- | ----- | ----- | ----- | ----- | ----- | ----- |
| 1297  | ↗1305 | ↘1281 | ↘1278 | ↘1269 | ↗1281 | ↘1264 |
| 2017  | 2018  | 2019  | 2020  | 2021  |       |       |
| ↘1238 | ↘1213 | ↗1222 | ↘1201 | ↗1325 |       |       |

## Состав сельского поселения
| № | Населённый пункт | Тип населённого пункта                          | Население |
| - | ---------------- | ----------------------------------------------- | --------- |
| 1 | Домно-Ключи      | село                                            | ↘252      |
| 2 | Ингода           | железнодорожная станция, административный центр | ↘944      |